# Gamlitz
Gamlitz est une commune autrichienne du district de Leibnitz en Styrie.